# Элегия Хиллбилли (фильм)
«Элегия Хиллбилли» (англ. Hillbilly Elegy) — американский драматический фильм 2020 года, снятый режиссёром Роном Ховардом. Экранизация автобиографической книги Джей Ди Вэнса «Элегия Хиллбилли». В главных ролях — Эми Адамс, Гленн Клоуз, Гэбриел Бассо, Хейли Беннетт и Фрида Пинто. Фильм получил две номинации на 93-й церемонии «Оскар» — за «Лучшую женскую роль второго плана» (Гленн Клоуз) и «Лучший грим и причёски» (Эрин Крюгер Мекаш, Патриша Дехейни и Мэттью Мангл).

## Сюжет
Фильм рассказывает историю о жизни трёх поколений одной бедной американской семьи, принадлежащей к так называемым хиллбилли («Биллы с холмов»), проживающих в регионах предгорья Аппалачей и плато Озарк (пришли в упадок после кризиса 1970-х годов). Фильм начинается с раненой черепахи, которую спасает в конце девяностых мальчик Джей Ди. В 2011 году повзрослевший Джей ди Вэнс сталкивается с трудностями в оплате своей учёбы в Йельском университете. Он идёт на собеседование, по результатам которого может получить работу, решающую финансовые вопросы, но прямо посреди собеседования получает звонок от сестры о том, что их мать в больнице с передозировкой наркотиков. И он едет 10 часов домой, вспоминая как рос среди окружавших его социальных проблем, таких как: дисфункциональная семья, бедность, пристрастие матери к наркотикам. Его спасла бабушка, благодаря ей он сумел получить образование, несмотря на неблагополучие своих близких. Реальные события жизни уже взрослого героя постоянно перебиваются воспоминаниями о деталях отсутствия стабильной, здоровой атмосферы дома, которая и является источником веры в свои силы. Мать-одиночка Бев, часто переезжает со своими двумя детьми, которых не только на словах обвиняет в своих несчастьях, но и применяет к ним физическое насилие. Джей ди Вэнс последовательно вспоминает её эмоциональные срывы. Так однажды, не в силах держать себя в руках, она разгоняет машину, в которой едет с сыном, угрожая, что разобьёт её. Она, работая медсестрой в больнице, начинает употреблять запрещённые вещества, теряет лицензию. Но, как объясняет Джею сестра Линдсей, началось не с матери, а с дедушки, который пил.
Не сумев устроить мать в клинику на реабилитацию, потому что она устроила скандал, отказавшись лечиться, Джей Вэнс везёт её в мотель, где забирает шприц, которым мать пыталась воспользоваться пока он покупал для неё еду. Сын уезжает.
В дороге он рассказывает своей невесте Уше, что его мать наркоманка, и что он не говорил об этом раньше, чтобы не испугать Ушу. Невеста, дочь иммигрантов из Индии, не пугается, а поддерживает Вэнса в его многочасовом пути назад.
В конце фильма показаны фотографии из семейного архива Вэнса, из которого понятно, насколько удачно подобраны актёры, внешне очень похожие на реальных людей.
Из финальных титров становится понятно, что Вэнс стал успешным, благодаря полученному образованию, сумел помочь матери избавиться от зависимости. Фильм даёт мощную мотивацию другим людям, оказавшимся в похожей ситуации, для борьбы с неблагоприятными обстоятельствами в детстве, так как отражает биографии реальных людей и реальный путь к успеху.

## В ролях
| Актёр          | Роль                                    |
| -------------- | --------------------------------------- |
| Эми Адамс      | Бев, мать Джея Вэнса                    |
| Габриэль Бассо | Джей Ди Вэнс                            |
| Гленн Клоуз    | бабушка Вэнса                           |
| Хейли Беннетт  | Линдсей, сестра Вэнса                   |
| Фрида Пинто    | Уша, девушка Вэнса с индийскими корнями |
| Бо Хопкинс     | Папа                                    |
| Этан Леви      | Питер                                   |
| Этан Зюсс      | Крис                                    |
| Шэйн Донован   | Льюис                                   |
| Оуэн Асталош   |                                         |
| Стефан Канкен  |                                         |

## Производство
Кинокомпания Imagine Entertainment выиграла права на адаптацию мемуаров Джеймса Ванса «Элегия Хиллбилли» на специальном аукционе в апреле 2017 года. В феврале 2018 года Ванесса Тейлор начала работу над преобразованием мемуаров в сценарий. В марте 2018 года Рон Ховард был замечен на угольной шахте около Корнинга, штат Огайо. Предположительно, он искал подходящие места для съёмок фильма в округе Перри. В октябре 2018 и марте 2019 Ховард вновь был замечен вблизи Мидлтауна, штат Огайо.
В январе 2019 года Netflix выиграла права на фильм, предложив за проект 45 млн $. В апреле 2019 года Эми Адамс, Гленн Клоуз, Хейли Беннетт и Габриэль Бассо присоединились к актёрскому составу фильма. В июне 2019 года к актёрскому составу были добавлены Фрида Пинто, Бо Хопкинс и Оуэн Асталос.
Основной съёмочный процесс начался 12 июня 2019 года в Атланте, штат Джорджия, а завершился 8 августа 2019 года в Мидлтауне, штат Огайо. Большая часть съёмок проходила в штате Джорджия, в частности, в Атланте, Мейконе и округе Клейтон, но некоторые сцены были сняты в Мидлтауне, штат Огайо с использованием производственного кодового названия «IVAN». Ханс Циммер и Дэвид Флеминг написали оригинальный саундтрек к фильму.
С января 2020 года фильм находился на стадии постпроизводства.

## Релиз
11 ноября фильм вышел в ограниченный релиз на территории США, а начиная с 24 ноября стал транслироваться на Netflix.

## Критика
На агрегаторе Rotten Tomatoes фильм имеет рейтинг 25 % на основе 259 отзывов критиков и оценкой 82 % от аудитории. На Metacritic фильм оценен критиками на 38 баллов из 100 и имеет оценку аудитории 7,8 из 10. На сайте IMDB, где нет оценок критиков и оценки выставляет только аудитория, фильм оценен в 6,7 баллов из 10. Данные цифры указывают на то, какие полярные оценки фильм получил от кинокритиков и от своей аудитории. По мнению Джей Ди Вэнса, автора книги, на основе которой был снят фильм, причиной таких оценок стала идеологическая предубеждённость голливудских критиков.

## Награды и номинации
- 2021 — две номинации на премию «Оскар» за лучшую женскую роль второго плана (Гленн Клоуз) и за лучший грим и причёски (Эрин Крюгер Мекаш, Патриша Дехейни и Мэттью Мангл).
- 2021 — номинация на премию BAFTA за лучший грим и причёски (Эрин Крюгер Мекаш, Патриша Дехейни и Мэттью Мангл).
- 2021 — номинация на премию «Золотой глобус» за лучшую женскую роль второго плана (Гленн Клоуз).
- 2021 — две номинации на премию Гильдии киноактёров США за лучшую женскую роль (Эми Адамс) и за лучшую женскую роль второго плана (Гленн Клоуз).
- 2021 — две номинации на премию «Выбор критиков» за лучшую женскую роль второго плана (Гленн Клоуз) и за лучший грим и причёски.
- 2021 — три номинации на премию «Золотая малина»: худший режиссёр (Рон Ховард), худший сценарий (Ванесса Тейлор), худшая женская роль второго плана (Гленн Клоуз).